# 小行星4184
小行星4184（4184 Berdyayev）是一颗绕太阳运转的小行星，为主小行星带小行星。该小行星于1969年10月8日发现。

## 轨道参数
小行星4184的轨道半长轴为2.5783250 UA，离心率为0.037。